# Evangelische Kirche Hohenstadt

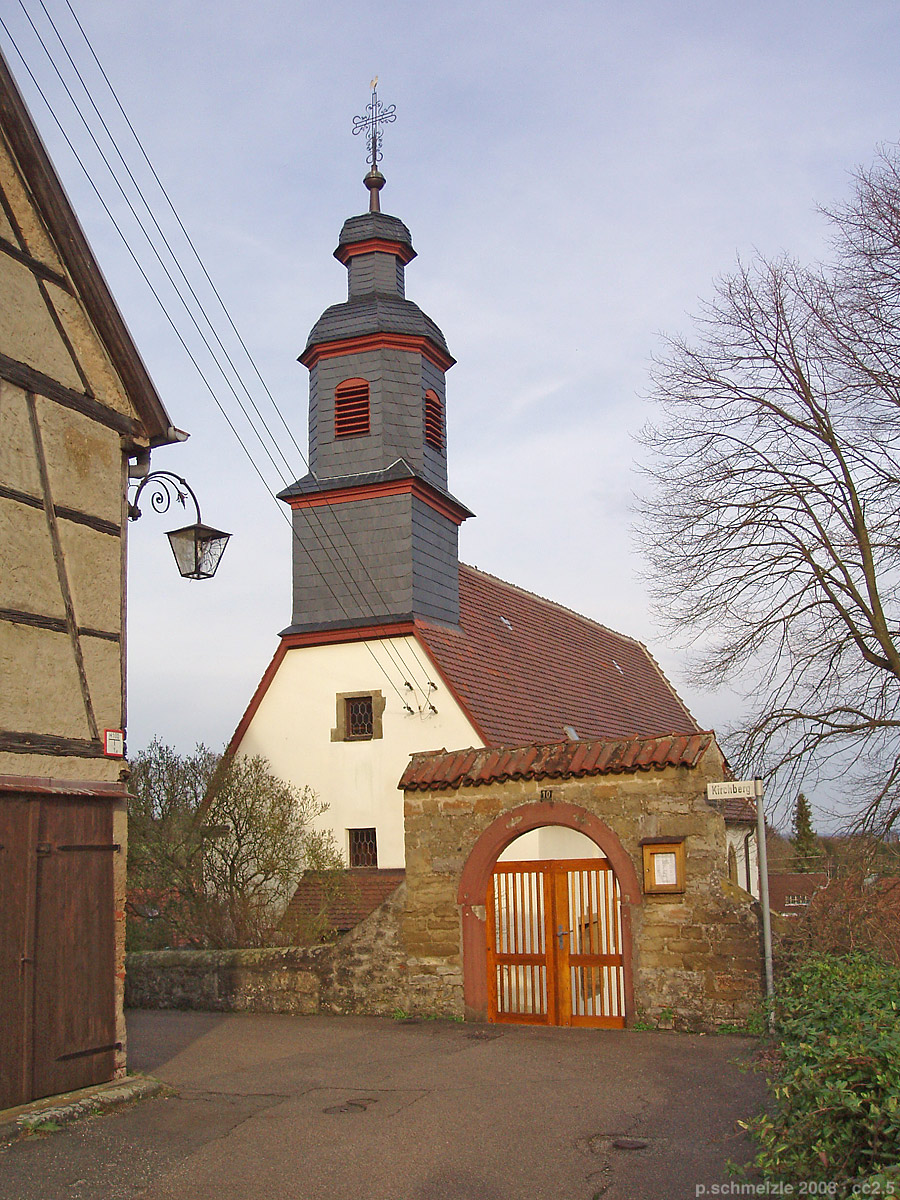
Evangelische Kirche in Bad Wimpfen-Hohenstadt

Die Evangelische Kirche im zu Bad Wimpfen im Landkreis Heilbronn im nördlichen Baden-Württemberg zählenden Ort Hohenstadt geht auf das 15. Jahrhundert zurück, war bis 1860 eine Filialkirche der Stadtkirche Bad Wimpfen und ist seitdem eine eigene Pfarrkirche.

## Geschichte
Die Kirche wurde um 1480 auf den Grundmauern einer alten Kapelle inmitten des Hohenstadter Friedhofs errichtet. Wie auch schon die ältere Kapelle wurde die Kirche der Hl. Walpurgis geweiht. Im Laufe der Zeit wurde das Langhaus der Kirche vielfach umgebaut, wovon mehrere Datierungs-Inschriften am Eingang und an den Fenstern der Kirche zeugen. Lediglich der Chorbereich mit Stern- und Kreuzgewölbe hat die ursprüngliche gotische Formensprache bewahrt. Aufgrund der Ähnlichkeit des Choraufbaus und seiner Schlusssteine mit denjenigen der Stadtkirche Bad Wimpfen und der Cornelienkirche nimmt man an, dass für deren Ausführung jeweils derselbe Baumeister in Betracht kommt. Außerdem ist um das Jahr 1500 die Ausstattung dieser Predigtkirche mit einer spätgotischen Holzkanzel belegt, die erst um 1963 – ebenso ihr Sockel 1992 – beseitigt wurde.
Die Kirche in Hohenstadt war bis 1860 Filiale der Wimpfener Stadtkirche und wurde dann zur eigenständigen Pfarrkirche erhoben. 1878 wurde der vormals als offener Fachwerkbau ausgestaltete Turm der Kirche mit Schieferschindeln verkleidet.
Die Kirche wurde zuletzt 1992 umfassend renoviert, wobei ein gotischer Taufstein und der alte geschnitzte Kanzelsockel entfernt wurden. Zu den historischen Kunstschätzen der Kirche zählen zwei kleine runde Buntglasfenster mit den Wappenbildern von zwei Wimpfener Bürgermeistern aus dem 16. Jahrhundert. Diese Glasscheiben stammen vermutlich aus Wimpfener Patrizierhäusern oder aus dem alten Wimpfener Rathaus. Das moderne Chorfenster des Glaskünstlers Heinz Hindorf zeigt das Gleichnis vom Weltgericht.
In der Kirche befindet sich eine alte Orgel mit neun Registern aus der Zeit um 1850. Die Orgel war bis 1896 im Chor aufgestellt und wurde dann auf die Empore versetzt. Das Instrument ist denkmalgeschützt und wurde 1999 restauriert.